# Strój ludowy
Strój ludowy – ubiór wyrażający tożsamość z odniesieniem do regionu geograficznego lub okresu w historii; może też odnosić się do statusu socjalnego, małżeńskiego lub religijnego. Najczęściej spotykany w dwóch odmianach: codziennej i odświętnej.
W rejonach, w których globalny styl ubierania stał się normą, stroje tradycyjne bywają noszone podczas świąt lub uroczystości, mając za zadanie podkreślić dziedzictwo regionu, tradycje kulturowe lub wyrażać dumę z pochodzenia.
Współcześnie istnieją kraje (regiony), gdzie noszenie ich jest wymagane przez prawo. W Bhutanie stroje typu gho i kera dla mężczyzn oraz kira i toego dla kobiet są obowiązkowe dla wszystkich obywateli bez względu na tło kulturowe. W Arabii Saudyjskiej kobiety podczas przebywania w miejscach publicznych muszą mieć na sobie tradycyjną wersję hidżabu.
Polskie stroje ludowe używane były przez większą część polskich grup etnograficznych. Źródła historyczne odnośnie strojów w ludowych pojawiają się dopiero w XIX i początku XX wieku, co ma związek z rozpoczęciem tworzenia ich szkiców przez elity, wynalezieniem fotografii i powstaniu pierwszych muzeów. W okresie międzywojennym strój ludowy w  miastach traktowany był jako odzież odświętna, nie będąc wykorzystywanym do codziennego użytku, zachowując swoją dawną rolę na wsi. Wygląd jego uzależniony jest od regionu Polski, z którego pochodzi. Wpływało na to wiele czynników, m.in. warunki klimatyczne, typ gospodarki oraz stosunki społeczno-gospodarcze. Inspiracje do tworzenia strojów czerpano ze strojów szlacheckich i mieszczańskich czy z mundurów wojskowych. W historii wpływ na ich wygląd miała również moda europejska z okresu baroku i renesansu. Ilość ozdób i dodatków do stroju zależne były od zamożności grup etnograficznych, a także od upodobań indywidualnych.

## Galeria

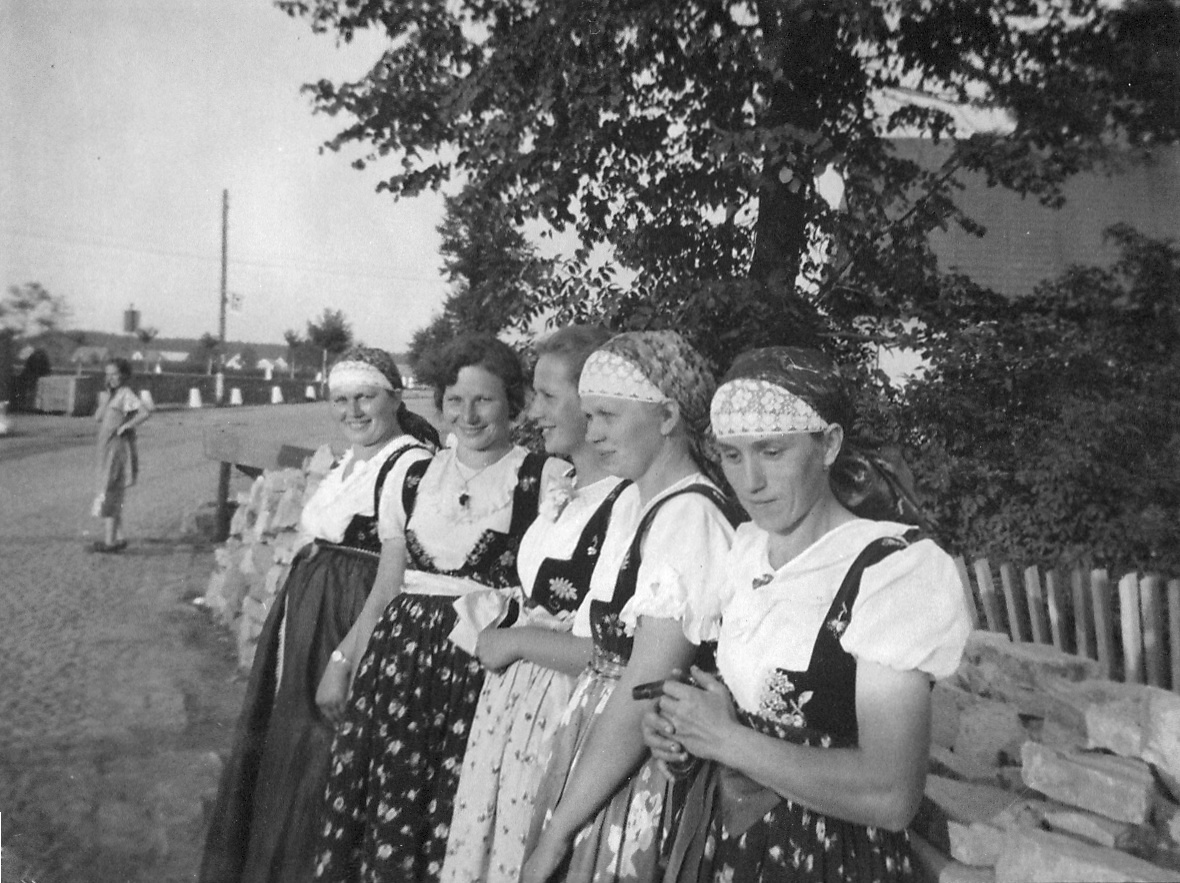
Strój z okolic Skoczowa (1938)
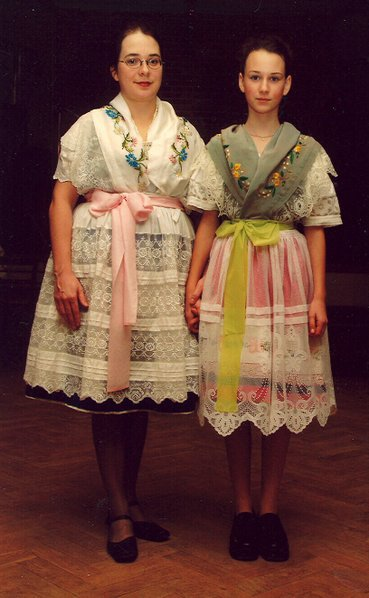
Łużyczanki ze Spreewaldu
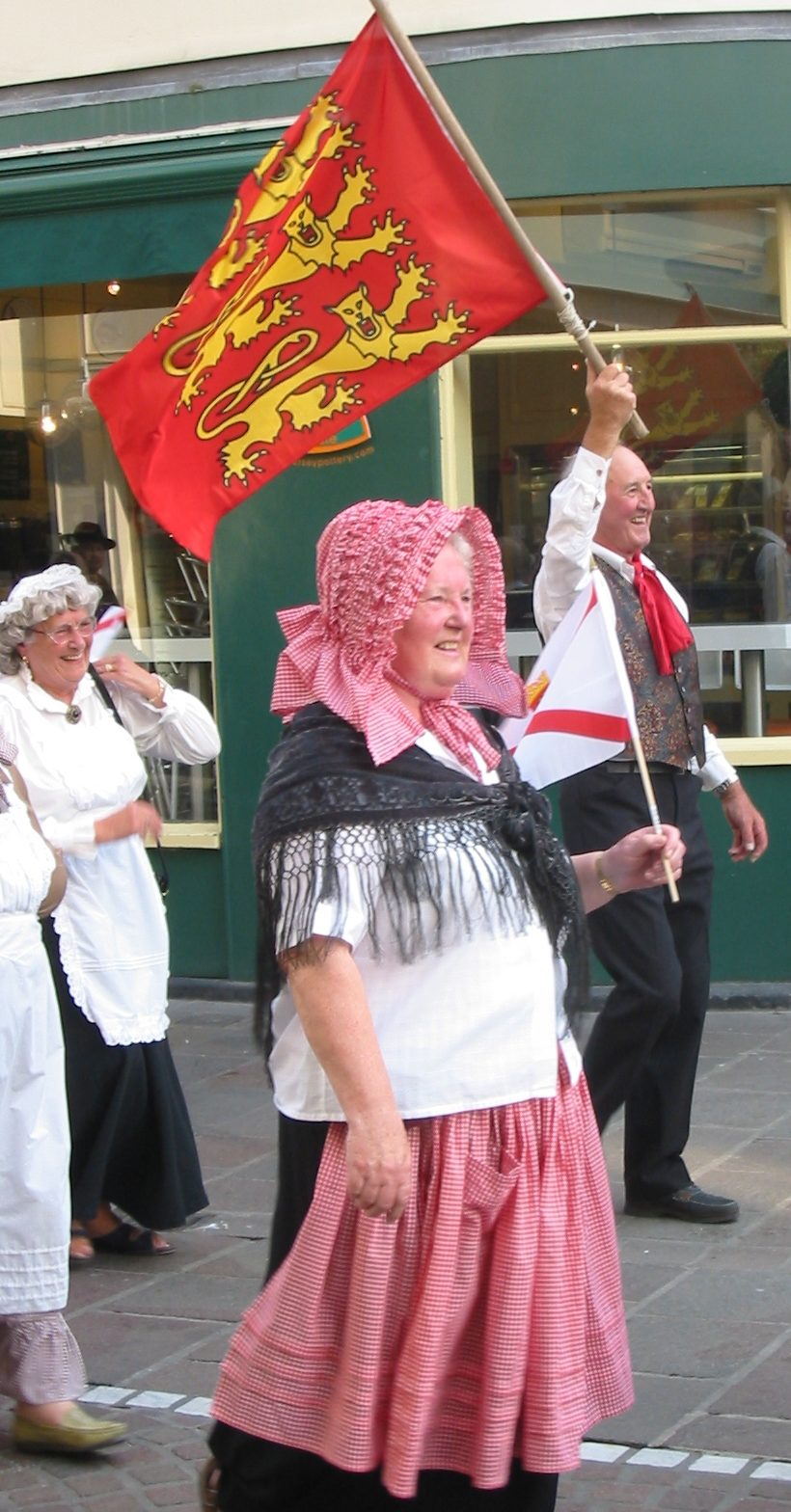
Strój z Jersey
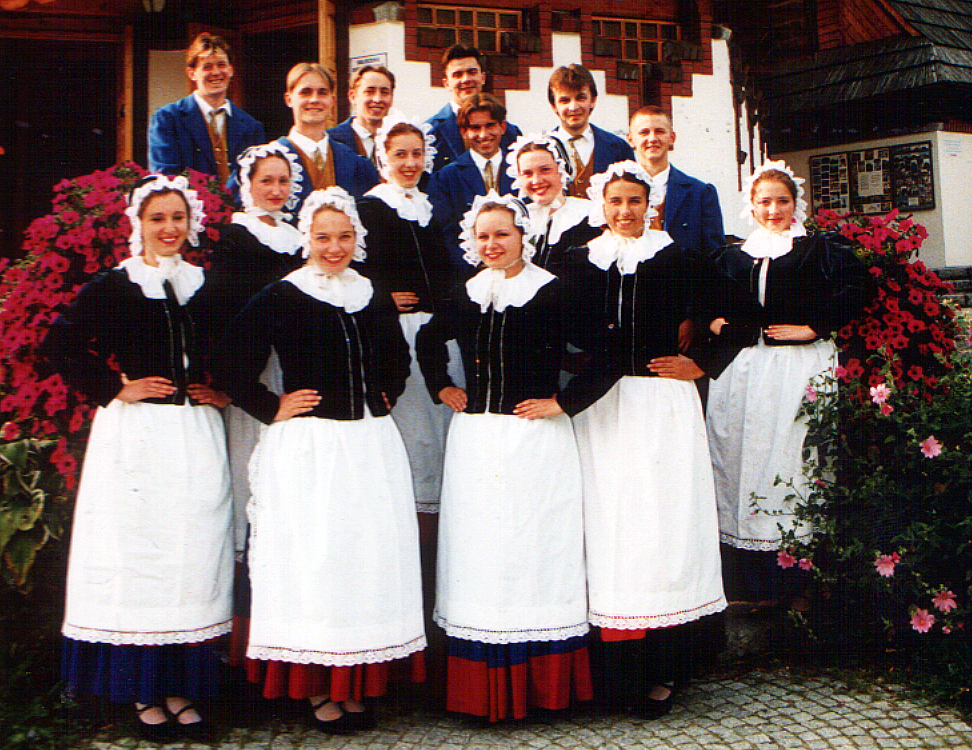
Strój ludowy z regionu Dolnego Śląska
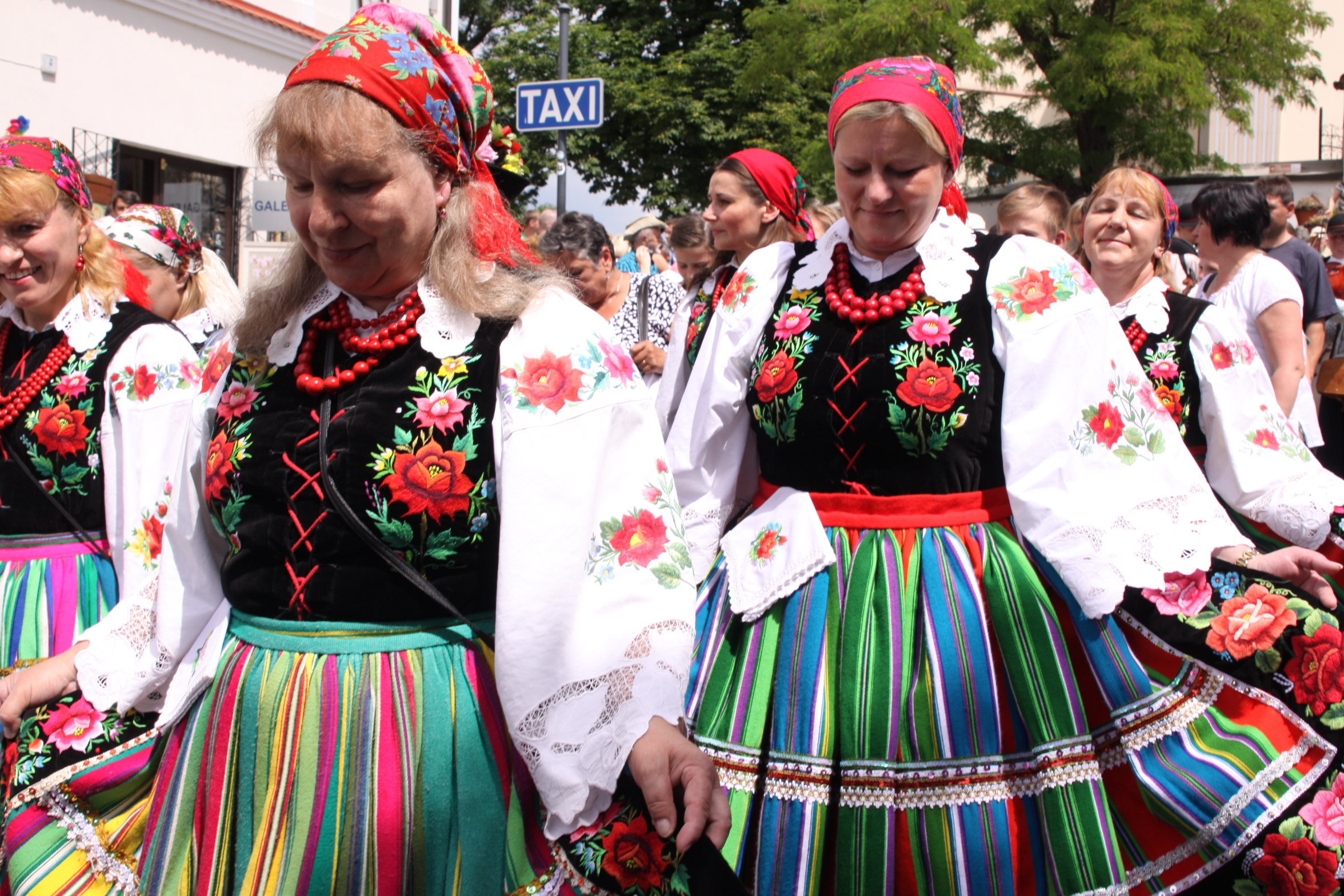
Strój łowicki kobiecy
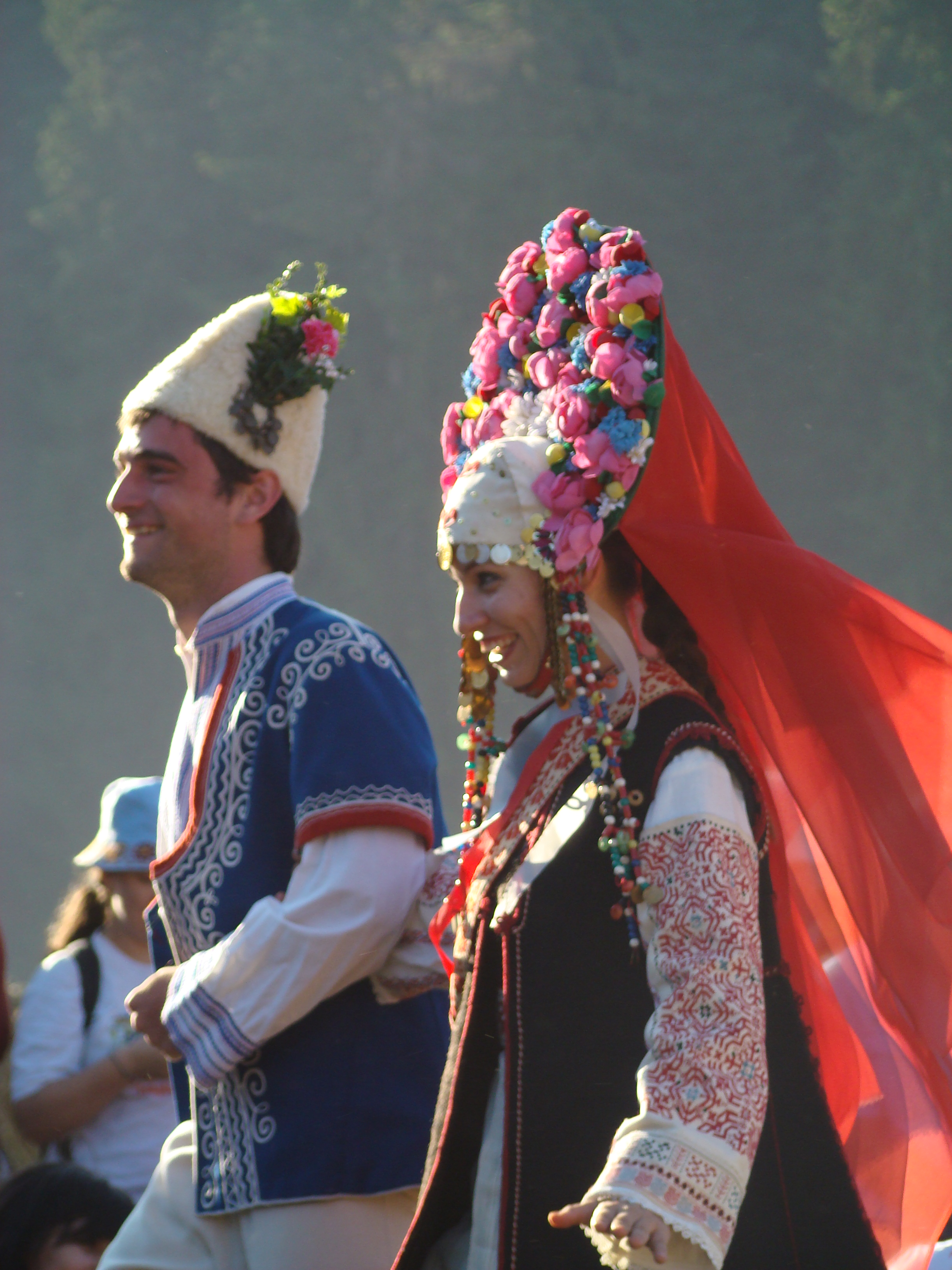
Bułgaria
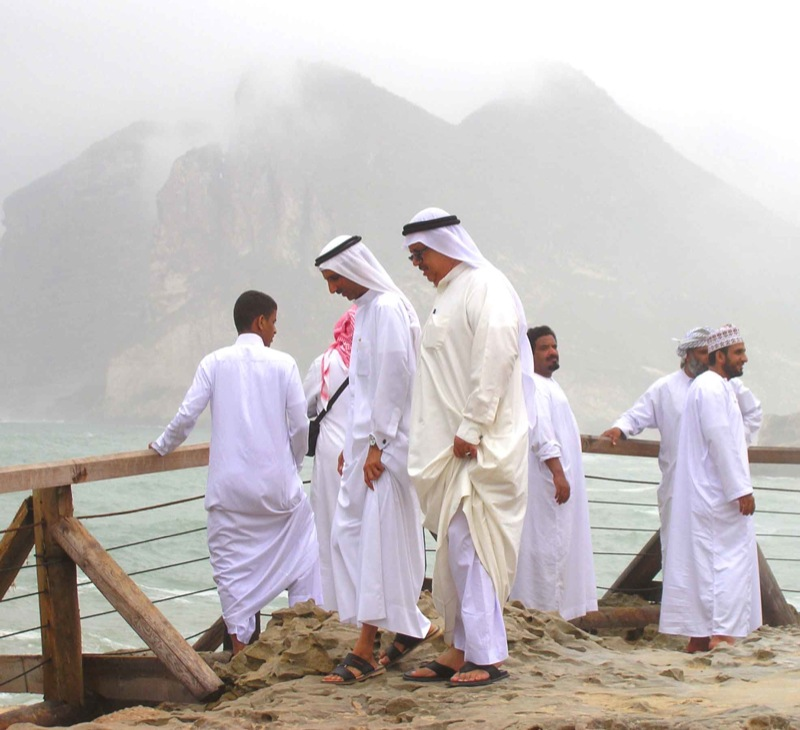
Arabia
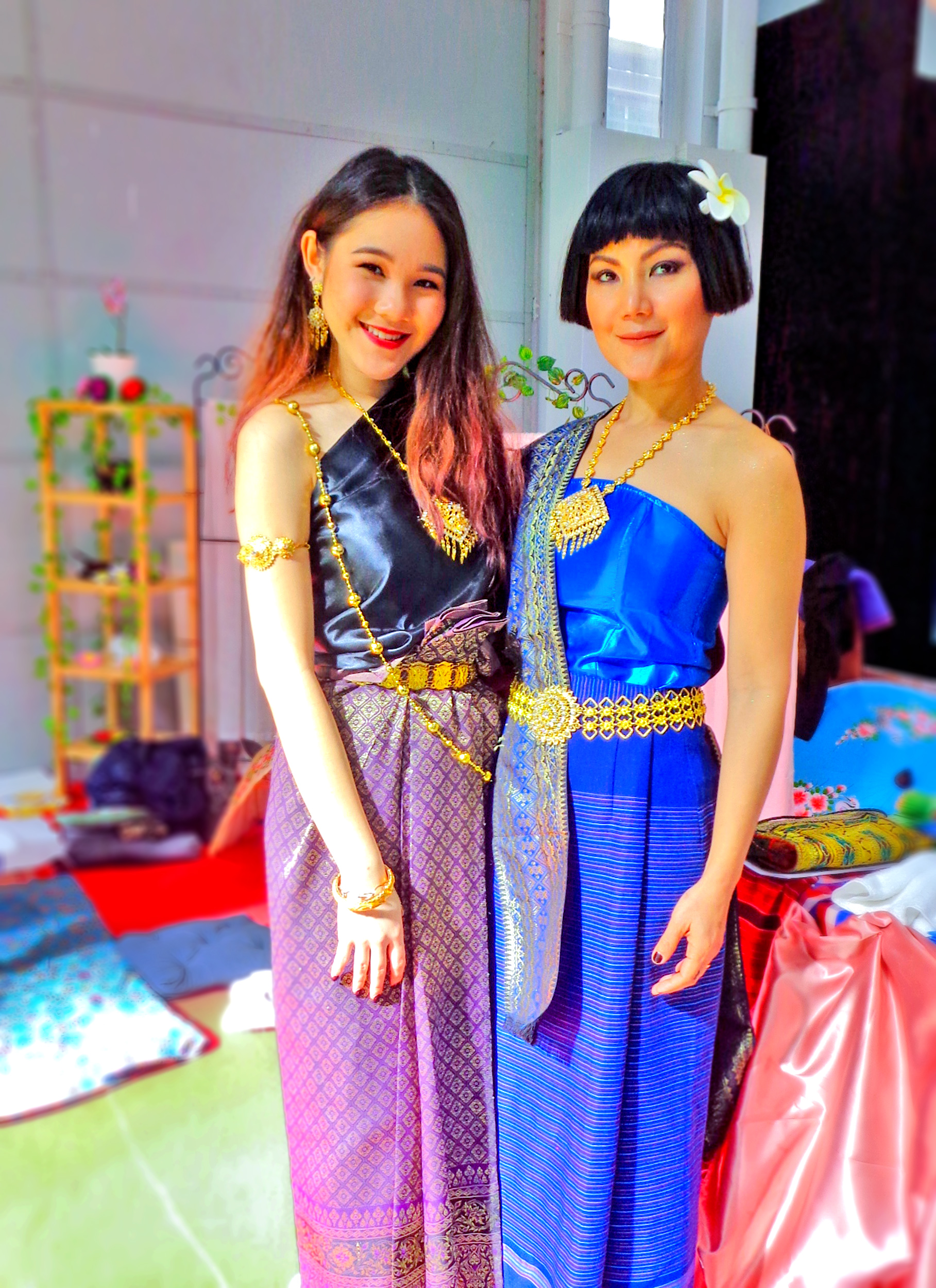
Tajlandia
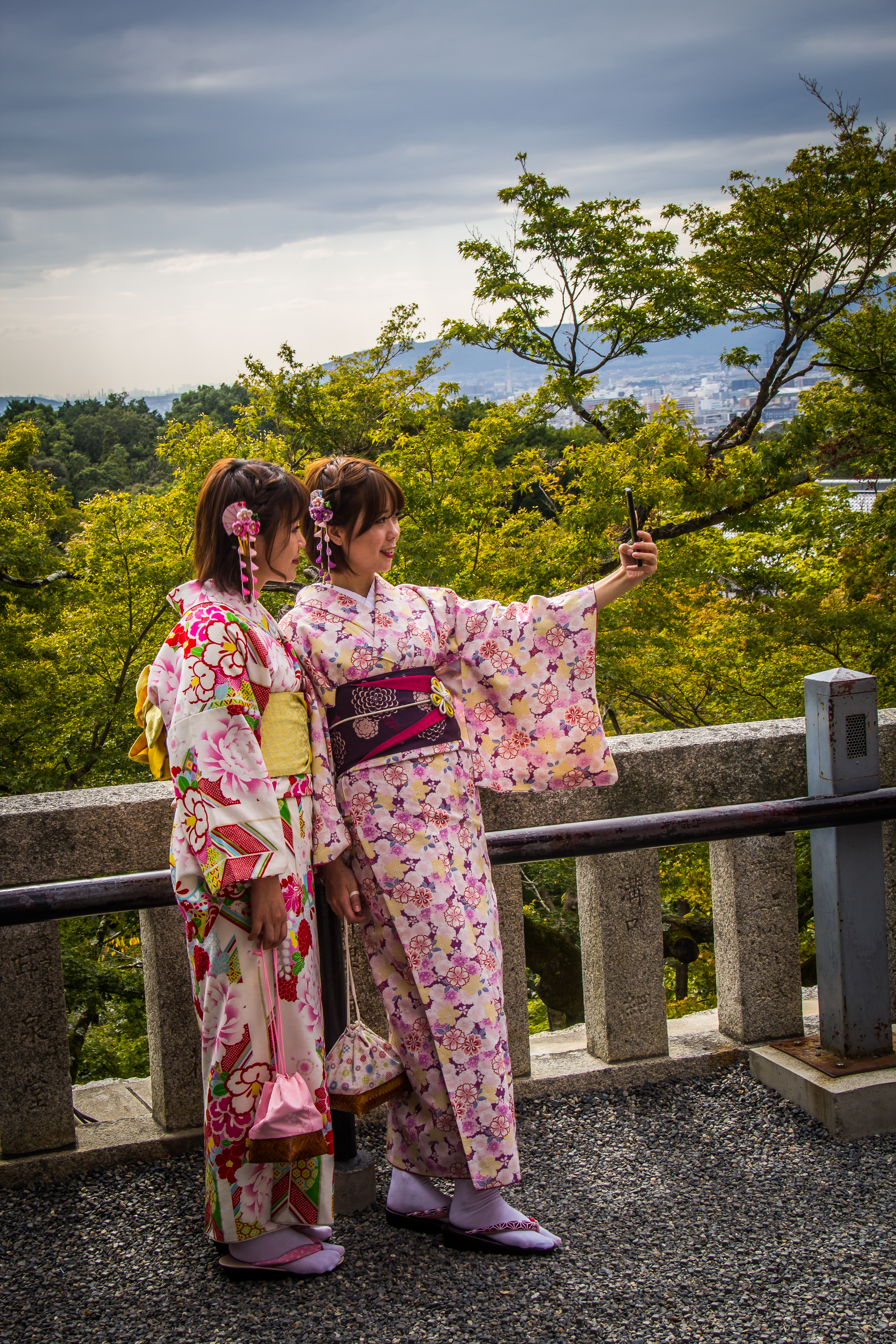
Japonia
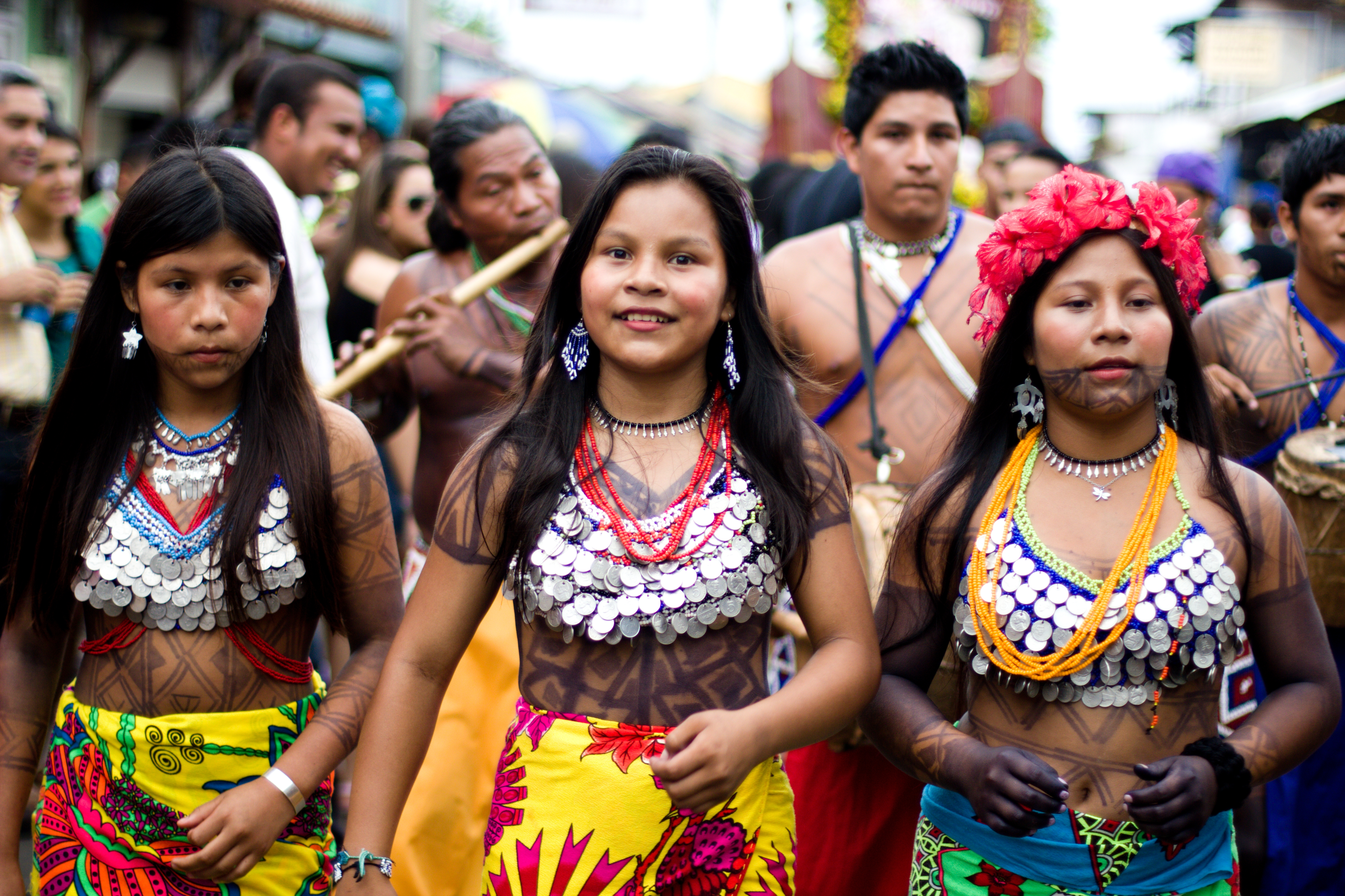
Panama
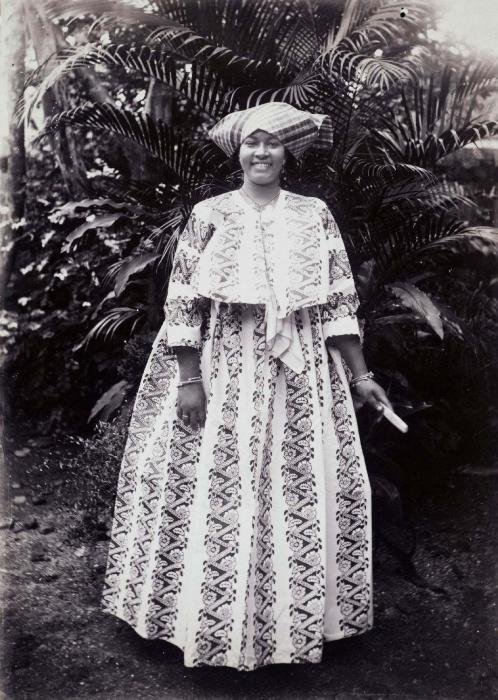
Surinam